# André Tison

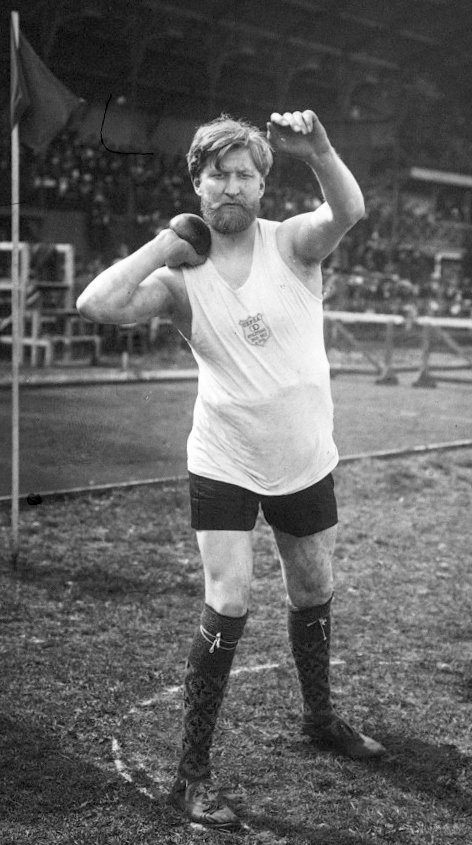
André Tison, 1912

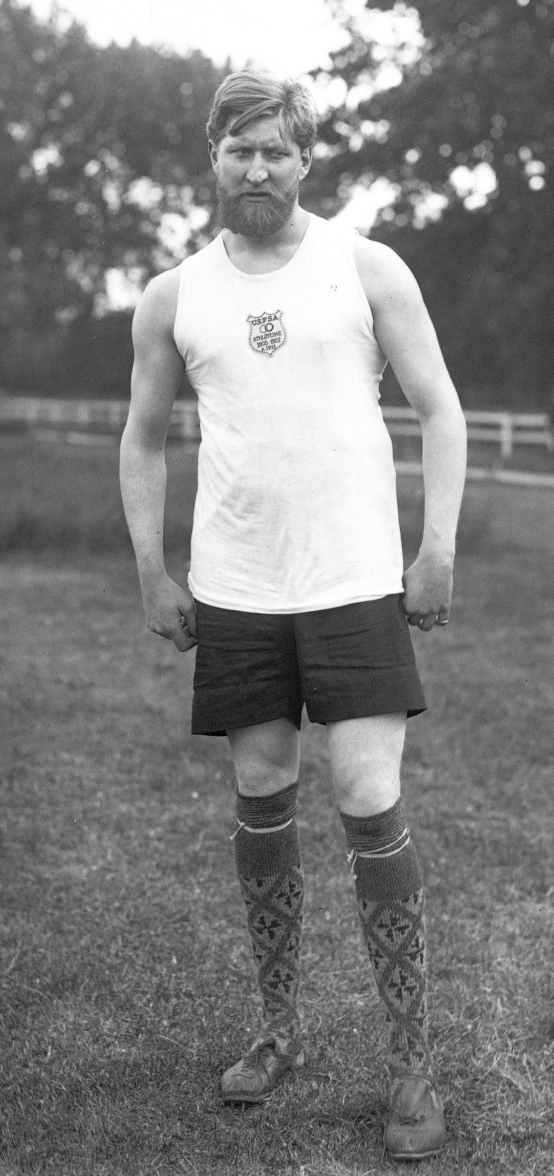
André Tison, 1912

André Tison (André Alfred Tison; * 26. Februar 1885 in Paris; † 25. Dezember 1963 in Saint-Maur-des-Fossés) war ein französischer Leichtathlet, der an vier Olympischen Spielen teilnahm.
Bei den Olympischen Zwischenspielen 1906 in Athen wurde er Vierter im Kugelstoßen und Fünfter im Diskuswurf (freier Stil). Im Standweitsprung kam er auf den 22. Platz.
1908 in London wurde er Achter im Diskuswurf (freier Stil). Im Kugelstoßen gelangte er nicht unter die besten acht.
1912 in Stockholm wurde er Neunter im Kugelstoßen und belegte im Diskuswurf den 30. Platz. Beim Diskuswurf der Spiele 1920 in Antwerpen schied er in der Vorrunde aus.
Siebenmal wurde er im Kugelstoßen (1905, 1907, 1908, 1910, 1911, 1913, 1914) und neunmal im Diskuswurf (1907–1914, 1920) nationaler Meister.
Französische Rekorde:
- Kugelstoßen
  - 12,46 m, 18. Juni 1905, Paris
  - 12,75 m, 14. April 1907, Paris
  - 12,81 m, 5. Juli 1908, Saint-Cloud
  - 13,145 m, 15. August 1909, Colombes

- Diskuswurf
  - 39,13 m, 5. Juli 1908, Saint-Cloud
  - 41,25 m, 27. Juni 1909, Colombes
  - 41,58 m, 8. Juni 1913, Colombes

André Tison startete für den TC Sceaux, den Racing Club de France und den Paris UC.